# Сурх
Сурх (тадж. Сурх) — село в Исфаринском районе Республики Таджикистан 
Расположено на правом берегу реки Исфара, в 18 км от районного центра — г. Исфары. 
Является административным центром джамоата Сурх с населением 14456 чел. (2015).

## География
Село расположено в предгорьях Туркестанского хребта, в Ферганской долине, на границе с Киргизией. Граничит с Баткенским районом Кыргызской Республики.

## Климат
Территория джамоата находится на абсолютных высотах 850—890 м над уровнем моря, среднегодовая температура воздуха + 13,4°C (в июле + 26, 7°, в январе — 2,7°), количество осадков в году — 140 мм.
Климат мягкий, теплый и субтропический. 

## История
Джамоат Сурх — один из старейших в составе Республики Таджикистан. Он был образован 28 июля 1919 года в составе Исфаринской волости, Кокандского уезда Ферганской области. Во время Великой Отечественной войны отсюда на фронт ушли много людей. А также на фронт отправлялись продовольствия и одежда сделанная вручную и др. С войны вернулись не все. Но среди тех кто вернулся, имеются много людей с медалями и орденами.
2 сентября 1955 года в Исфаринском районе кишлак Сурх отошёл к новообразованному к/с Шахрак.
5 января 1965 года в Канибадамском районе образован кишлачный совет Сурх с административным центром в кишлаке Сурх, в который были переданы кишлаки Зумратшах, Найман, Сурх и Чоркишлок кишлачного совета Шахрак.
27—28 января 2022 года в результате пограничного конфликта был атакован киргизскими военными, в результате которого было разрушено более 50 домов.

## Инфраструктура
На территории населенного пункта имеется клуб, мечеть, 3 средние школы (СОУ #26, # 29 и #56), медпункт, детский сад.

## Население
Согласно данным 2006 года в селе в 2513 домохозяйствах проживало 9749 человек (4896 женщин), в основном таджики.
| Год             | 1966 | 2006 | 2017  |
| --------------- | ---- | ---- | ----- |
| Население, чел. | 4540 | 9749 | 10139 |

## Экономика
Основными бюджетообразующим центром села являлся колхоз, который специализируется на производстве бахчевых культур и злаковых, также имеются обширные абрикосовые, яблоневые, персиковые и т. п. сады.
Общая площадь джамоата равна 3128 га, в том числе орошаемые земли почти 2901 га (73 % от общей площади), фруктовые сады 1800 га (51,5 %), пастбища 230,65 га (приблизительно 7 %), а жилищно-коммунальные и социальные объекты — 327,32 га, площади под каналами и дорогами — 279 га.